# Sportivi vincitori di medaglia olimpica in differenti discipline
Questa lista elenca quegli sportivi che hanno conquistato medaglie olimpiche in discipline sportive differenti nel corso della loro carriera. Finora solo il tedesco Frank Kugler è riuscito a vincere medaglie in tre differenti discipline (tra l'altro tutte conseguite nella stessa olimpiade, St. Louis 1904). Tutti gli altri sportivi le hanno ottenute in due differenti discipline.
Vi è poi il caso dei fratelli Axel (ginnastica e tiro alla fune) e Daniel Norling (equitazione e ginnastica), e quello dei fratelli John (bob e skeleton) e Jennison Heaton (bob e skeleton), vincitori di medaglie in due discipline diverse.
Ester Ledecká è la prima sportiva, tra uomini e donne, a vincere due ori in 2 discipline diverse (sci alpino e snowboard) nella stessa Olimpiade invernale (Pyeongchang 2018).

## Medagliere
Sono esclusi i vincitori e le medaglie dei Giochi olimpici intermedi del 1906 in quanto non riconosciuti dal CIO.
Aggiornata ai Giochi Olimpici invernali di Pyeongchang 2018.
| Pos | Sportivo                    | Nazione                                   | Da   | A    | Sport/Disciplina                       | Oro | Argento | Bronzo | Totale |
| --- | --------------------------- | ----------------------------------------- | ---- | ---- | -------------------------------------- | --- | ------- | ------ | ------ |
| 1   | Johnny Weissmuller          | Stati Uniti                               | 1924 | 1928 | Nuoto/Pallanuoto                       | 5   | 0       | 1      | 6      |
| 2   | Paul Radmilovic             | Gran Bretagna                             | 1908 | 1920 | Nuoto/Pallanuoto                       | 4   | 0       | 0      | 4      |
| 2   | Carl Schuhmann              | Germania                                  | 1896 | 1896 | Ginnastica/Lotta                       | 4   | 0       | 0      | 4      |
| 4   | Johan Grøttumsbråten        | Norvegia                                  | 1924 | 1932 | Sci di fondo/Combinata nordica         | 3   | 1       | 2      | 6      |
| 5   | Anfisa Rezcova              | Unione Sovietica Squadra Unificata Russia | 1988 | 1994 | Sci di fondo/Biathlon                  | 3   | 1       | 1      | 5      |
| 6   | Jorien Ter Mors             | Paesi Bassi                               | 2014 | 2018 | Pattinaggio di velocità/Short track    | 3   | 0       | 1      | 4      |
| 7   | John Jarvis                 | Gran Bretagna                             | 1900 | 1900 | Nuoto/Pallanuoto                       | 3   | 0       | 0      | 3      |
| 7   | Karch Kiraly                | Stati Uniti                               | 1984 | 1996 | Pallavolo/Beach volley                 | 3   | 0       | 0      | 3      |
| 7   | Thorleif Haug               | Norvegia                                  | 1924 | 1924 | Sci di fondo/Combinata nordica         | 3   | 0       | 0      | 3      |
| 7   | Daniel Norling              | Svezia                                    | 1908 | 1920 | Equitazione/Ginnastica                 | 3   | 0       | 0      | 3      |
| 11  | Christa Luding-Rothenburger | Germania Est Germania                     | 1984 | 1992 | Ciclismo/Pattinaggio di velocità       | 2   | 2       | 1      | 5      |
| 12  | Fritz Hofmann               | Germania                                  | 1896 | 1896 | Ginnastica/Atletica                    | 2   | 1       | 1      | 4      |
| 13  | Heikki Hasu                 | Finlandia                                 | 1948 | 1952 | Sci di fondo/Combinata nordica         | 2   | 1       | 0      | 3      |
| 13  | Morris Kirksey              | Stati Uniti                               | 1920 | 1920 | Atletica/Rugby                         | 2   | 1       | 0      | 3      |
| 13  | Walter Winans               | Stati Uniti                               | 1908 | 1912 | Arte/Tiro                              | 2   | 1       | 0      | 3      |
| 13  | Alfréd Hajós                | Ungheria                                  | 1896 | 1924 | Arte/Nuoto                             | 2   | 1       | 0      | 3      |
| 17  | Conn Findlay                | Stati Uniti                               | 1956 | 1976 | Canottaggio/Vela                       | 2   | 0       | 2      | 4      |
| 17  | Budd Goodwin                | Stati Uniti                               | 1904 | 1908 | Nuoto/Pallanuoto                       | 2   | 0       | 2      | 4      |
| 19  | Oswald Holmberg             | Svezia                                    | 1906 | 1912 | Ginnastica/Tiro alla fune              | 2   | 0       | 1      | 3      |
| 19  | Teddy Flack                 | Australia                                 | 1896 | 1896 | Atletica/Tennis                        | 2   | 0       | 1      | 3      |
| 21  | Rob Derbyshire              | Gran Bretagna                             | 1900 | 1908 | Nuoto/Pallanuoto                       | 2   | 0       | 0      | 2      |
| 21  | Joe Ruddy                   | Stati Uniti                               | 1904 | 1904 | Nuoto/Pallanuoto                       | 2   | 0       | 0      | 2      |
| 21  | Lou Handley                 | Stati Uniti                               | 1904 | 1904 | Nuoto/Pallanuoto                       | 2   | 0       | 0      | 2      |
| 21  | Eddie Eagan                 | Stati Uniti                               | 1920 | 1932 | Bob/Boxe                               | 2   | 0       | 0      | 2      |
| 21  | Ester Ledecká               | Repubblica Ceca                           | 2018 | 2018 | Sci alpino/Snowboard                   | 2   | 0       | 0      | 2      |
| 26  | Oddbjørn Hagen              | Norvegia                                  | 1936 | 1936 | Sci di fondo/Combinata nordica         | 1   | 2       | 0      | 3      |
| 26  | Erich Rademacher            | Germania                                  | 1928 | 1932 | Nuoto/Pallanuoto                       | 1   | 2       | 0      | 3      |
| 26  | Wally O'Connor              | Stati Uniti                               | 1924 | 1932 | Nuoto/Pallanuoto                       | 1   | 2       | 0      | 3      |
| 26  | Gustaf Dyrssen              | Svezia                                    | 1920 | 1936 | Scherma/Pentathlon moderno             | 1   | 2       | 0      | 3      |
| 30  | Clara Hughes                | Canada                                    | 1996 | 2010 | Ciclismo/Pattinaggio di velocità       | 1   | 1       | 4      | 6      |
| 31  | Sven Thofelt                | Svezia                                    | 1928 | 1948 | Scherma/Pentathlon moderno             | 1   | 1       | 1      | 3      |
| 31  | Viggo Jensen                | Danimarca                                 | 1896 | 1896 | Tiro/Sollevamento pesi                 | 1   | 1       | 1      | 3      |
| 31  | Aileen Riggin               | Stati Uniti                               | 1920 | 1924 | Tuffi/Nuoto                            | 1   | 1       | 1      | 3      |
| 31  | Lauryn Williams             | Stati Uniti                               | 2004 | 2014 | Atletica/Bob                           | 1   | 1       | 1      | 3      |
| 35  | Rebecca Romero              | Gran Bretagna                             | 2004 | 2008 | Ciclismo/Canottaggio                   | 1   | 1       | 0      | 2      |
| 35  | Jacob Tullin Thams          | Norvegia                                  | 1924 | 1936 | Vela/Salto con gli sci                 | 1   | 1       | 0      | 2      |
| 35  | Gösta Åsbrink               | Svezia                                    | 1908 | 1912 | Ginnastica/Pentathlon moderno          | 1   | 1       | 0      | 2      |
| 35  | Jean Collas                 | Francia                                   | 1900 | 1900 | Rugby/Tiro alla fune                   | 1   | 1       | 0      | 2      |
| 35  | Charles Gondouin            | Francia                                   | 1900 | 1900 | Rugby/Tiro alla fune                   | 1   | 1       | 0      | 2      |
| 35  | Jennison Heaton             | Stati Uniti                               | 1928 | 1928 | Bob/Skeleton                           | 1   | 1       | 0      | 2      |
| 35  | Émile Sarrade               | Francia                                   | 1900 | 1900 | Rugby/Tiro alla fune                   | 1   | 1       | 0      | 2      |
| 42  | Gerda Weissensteiner        | Italia                                    | 1994 | 2006 | Bob/Slittino                           | 1   | 0       | 1      | 2      |
| 42  | Austin Clapp                | Stati Uniti                               | 1928 | 1932 | Nuoto/Pallanuoto                       | 1   | 0       | 1      | 2      |
| 42  | Peter Kemp                  | Gran Bretagna                             | 1900 | 1900 | Nuoto/Pallanuoto                       | 1   | 0       | 1      | 2      |
| 42  | Edmond Barrett              | Gran Bretagna                             | 1908 | 1908 | Tiro alla fune/Lotta                   | 1   | 0       | 1      | 2      |
| 46  | Fernand de Montigny         | Belgio                                    | 1908 | 1924 | Scherma/Hockey                         | 0   | 2       | 2      | 4      |
| 46  | Gérard Blitz                | Belgio                                    | 1920 | 1936 | Nuoto/Pallanuoto                       | 0   | 2       | 2      | 4      |
| 48  | Roswitha Krause             | Germania Est                              | 1968 | 1980 | Pallamano/Nuoto                        | 0   | 2       | 1      | 3      |
| 48  | Katherine Rawls             | Stati Uniti                               | 1932 | 1936 | Tuffi/Nuoto                            | 0   | 2       | 1      | 3      |
| 48  | John Heaton                 | Stati Uniti                               | 1928 | 1948 | Bob/Skeleton                           | 0   | 2       | 1      | 3      |
| 48  | Joseph De Combe             | Belgio                                    | 1924 | 1936 | Nuoto/Pallanuoto                       | 0   | 2       | 1      | 3      |
| 48  | Victor Boin                 | Belgio                                    | 1908 | 1920 | Scherma/Pallanuoto                     | 0   | 2       | 1      | 3      |
| 53  | Eric Flaim                  | Stati Uniti                               | 1988 | 1994 | Short track/Pattinaggio di velocità    | 0   | 2       | 0      | 2      |
| 53  | Tim Shaw                    | Stati Uniti                               | 1976 | 1984 | Nuoto/Pallanuoto                       | 0   | 2       | 0      | 2      |
| 53  | Otto Herschmann             | Austria                                   | 1896 | 1912 | Scherma/Nuoto                          | 0   | 2       | 0      | 2      |
| 53  | Olaf Hoffsbakken            | Norvegia                                  | 1936 | 1936 | Sci di fondo/Combinata nordica         | 0   | 2       | 0      | 2      |
| 53  | Thoralf Strømstad           | Norvegia                                  | 1924 | 1924 | Sci di fondo/Combinata nordica         | 0   | 2       | 0      | 2      |
| 53  | Helen Wainwright            | Stati Uniti                               | 1920 | 1924 | Tuffi/Nuoto                            | 0   | 2       | 0      | 2      |
| 53  | David Hammond               | Stati Uniti                               | 1904 | 1904 | Nuoto/Pallanuoto                       | 0   | 2       | 0      | 2      |
| 53  | Bill Tuttle                 | Stati Uniti                               | 1904 | 1904 | Nuoto/Pallanuoto                       | 0   | 2       | 0      | 2      |
| 53  | Georg Hoffmann              | Germania                                  | 1904 | 1904 | Tuffi/Nuoto                            | 0   | 2       | 0      | 2      |
| 62  | Magnus Wegelius             | Finlandia                                 | 1904 | 1904 | Ginnastica/Tiro                        | 0   | 1       | 3      | 4      |
| 62  | Pontus Hanson               | Svezia                                    | 1908 | 1920 | Nuoto/Pallanuoto                       | 0   | 1       | 3      | 4      |
| 62  | Harald Julin                | Svezia                                    | 1908 | 1920 | Nuoto/Pallanuoto                       | 0   | 1       | 3      | 4      |
| 62  | Frank Kugler                | Germania                                  | 1904 | 1904 | Tiro alla fune/Lotta/Sollevamento pesi | 0   | 1       | 3      | 4      |
| 66  | Susi Erdmann                | Germania                                  | 1992 | 2002 | Bob/Slittino                           | 0   | 1       | 2      | 3      |
| 66  | Holger Nielsen              | Danimarca                                 | 1896 | 1896 | Scherma/Tiro                           | 0   | 1       | 2      | 3      |
| 68  | Alois Kälin                 | Svizzera                                  | 1968 | 1972 | Sci di fondo/Combinata nordica         | 0   | 1       | 1      | 2      |
| 68  | Sverre Brodahl              | Norvegia                                  | 1936 | 1936 | Sci di fondo/Combinata nordica         | 0   | 1       | 1      | 2      |
| 68  | Georg de Laval              | Svezia                                    | 1912 | 1912 | Tiro/Pentathlon moderno                | 0   | 1       | 1      | 2      |
| 68  | Frank Kehoe                 | Stati Uniti                               | 1904 | 1904 | Tuffi/Pallanuoto                       | 0   | 1       | 1      | 2      |
| 68  | Joe Lydon                   | Stati Uniti                               | 1904 | 1904 | Boxe/Calcio                            | 0   | 1       | 1      | 2      |
| 68  | Carl Albert Andersen        | Norvegia                                  | 1900 | 1908 | Atletica/Ginnastica                    | 0   | 1       | 1      | 3      |
| 74  | Louis Martin                | Francia                                   | 1900 | 1900 | Nuoto/Pallanuoto                       | 0   | 0       | 3      | 3      |
| 75  | Hjördis Töpel               | Svezia                                    | 1924 | 1924 | Tuffi/Nuoto                            | 0   | 0       | 2      | 2      |
| 75  | John Montgomery             | Stati Uniti                               | 1912 | 1920 | Equitazione/Polo                       | 0   | 0       | 2      | 2      |
| 75  | Bertil Uggla                | Svezia                                    | 1912 | 1924 | Atletica/Pentathlon moderno            | 0   | 0       | 2      | 2      |
| 75  | Veli Nieminen               | Finlandia                                 | 1920 | 1920 | Ginnastica/Tiro                        | 0   | 0       | 2      | 2      |
| 75  | Gwynne Evans                | Stati Uniti                               | 1904 | 1904 | Nuoto/Pallanuoto                       | 0   | 0       | 2      | 2      |
| 75  | Bill Orthwein               | Stati Uniti                               | 1904 | 1904 | Nuoto/Pallanuoto                       | 0   | 0       | 2      | 2      |
| 75  | Amedee Reyburn              | Stati Uniti                               | 1904 | 1904 | Nuoto/Pallanuoto                       | 0   | 0       | 2      | 2      |
| 75  | Désiré Mérchez              | Francia                                   | 1904 | 1904 | Nuoto/Pallanuoto                       | 0   | 0       | 2      | 2      |
| 75  | Sotirios Versis             | Grecia                                    | 1896 | 1896 | Atletica/Sollevamento pesi             | 0   | 0       | 2      | 2      |

## Vincitori di medaglie ai Giochi olimpici estivi ed invernali
Limitandosi a coloro che sono stati in grado di ottenere medaglie sia ai Giochi olimpici estivi che a quelli invernali, la lista si riduce a soli sei atleti.
| Atleta                   | Atleta           | Giochi olimpici estivi | Giochi olimpici estivi     | Giochi olimpici estivi          | Giochi olimpici invernali | Giochi olimpici invernali              | Giochi olimpici invernali        |
| Atleta                   | Atleta           | Olimpiade              | Medaglia                   | Gara                            | Olimpiadi                 | Medaglie                               | Gare                             |
| ------------------------ | ---------------- | ---------------------- | -------------------------- | ------------------------------- | ------------------------- | -------------------------------------- | -------------------------------- |
|                          | Gillis Grafström | Anversa 1920           | Oro                        | Pattinaggio di figura (singolo) |                           |                                        |                                  |
| Chamonix-Mont-Blanc 1924 | Gillis Grafström | Anversa 1920           | Oro                        | Pattinaggio di figura (singolo) | Oro                       | Pattinaggio di figura (singolo)        |                                  |
| Sankt Moritz 1928        | Gillis Grafström | Anversa 1920           | Oro                        | Pattinaggio di figura (singolo) | Oro                       | Pattinaggio di figura (singolo)        |                                  |
| Lake Placid 1932         | Gillis Grafström | Anversa 1920           | Oro                        | Pattinaggio di figura (singolo) | Argento                   | Pattinaggio di figura (singolo)        |                                  |
|                          | Eddie Eagan      | Anversa 1920           | Oro                        | Pugilato (pesi massimi-leggeri) | Lake Placid 1932          | Oro                                    | Bob a quattro                    |
|                          | Jacob Thams      | Berlino 1936           | Argento                    | Vela (8 metri)                  | Chamonix-Mont-Blanc 1924  | Oro                                    | Salto con gli sci (individuale)  |
|                          | Christa Luding   | Seul 1988              | Argento                    | Ciclismo (velocità)             | Sarajevo 1984             | Oro                                    | Pattinaggio di velocità (500 m)  |
| Calgary 1988             | Christa Luding   | Seul 1988              | Argento                    | Ciclismo (velocità)             | Oro                       | Pattinaggio di velocità (1000 m)       |                                  |
| Calgary 1988             | Christa Luding   | Seul 1988              | Argento                    | Ciclismo (velocità)             | Argento                   | Pattinaggio di velocità (500 m)        |                                  |
| Albertville 1992         | Christa Luding   | Seul 1988              | Argento                    | Ciclismo (velocità)             | Bronzo                    | Pattinaggio di velocità (500 m)        |                                  |
|                          | Clara Hughes     | Atlanta 1996           | Bronzo                     | Ciclismo (corsa in linea)       | Salt Lake City 2002       | Bronzo                                 | Pattinaggio di velocità (5000 m) |
| Torino 2006              | Clara Hughes     | Atlanta 1996           | Bronzo                     | Ciclismo (corsa in linea)       | Argento                   | Pattinaggio di velocità (inseguimento) |                                  |
| Torino 2006              | Clara Hughes     | Atlanta 1996           | Bronzo                     | Ciclismo (cronometro)           | Oro                       | Pattinaggio di velocità (5000 m)       |                                  |
| Vancouver 2010           | Clara Hughes     | Atlanta 1996           | Bronzo                     | Ciclismo (cronometro)           | Bronzo                    | Pattinaggio di velocità (5000 m)       |                                  |
|                          | Lauryn Williams  | Atene 2004             | Bronzo                     | Atletica (100 m)                | Sochi 2014                | Argento                                | Bob a due                        |
| Londra 2012              | Lauryn Williams  | Oro                    | Atletica (Staffetta 4x100) |                                 | Sochi 2014                | Argento                                | Bob a due                        |